# Арзамасцев, Николай Михайлович
Николай Михайлович Арзамасцев (24 марта 1937 — 2 декабря 2011, Бишкек, Кыргызстан) — советский, киргизский тренер по баскетболу. Мастер спорта СССР. Заслуженный тренер Киргизской ССР (1977). Педагог. Профессор.
Один из создателей Национального олимпийского комитета Кыргызстана.

## Биография
В 1955 году поступил на отделение физического воспитания Фрунзенского педагогического института. С 1964 года начал работать старшим тренером мужской баскетбольной команды класса «А» — «Политехник» Фрунзенского политехнического института. В 1971 году команда стала чемпионом СССР среди политехнических вузов. Баскетболисты «Политехника», под руководством Н. Арзамасцева, неоднократно были призёрами первенств ЦС СДСО «Буревестник», многие игроки были включены в сборные команды СССР. Команда успешно выступала на международной арене против команд Туниса, Камбоджи, Турции, Анголы, Мозамбика и Афганистана.
Стал одним из первых мастеров спорта СССР по баскетболу. За годы работы тренером воспитал более 30 мастеров спорта и двух мастеров спорта международного класса СССР. В значительной мере способствовал развитию баскетбольной школы Кыргызстана. Был главным тренером мужской команды республики.
В течение 15 лет был членом исполкома Национального олимпийского комитета Кыргызстана.
Наряду с тренерской деятельностью Арзамасцев вёл активную педагогическую деятельность на кафедре физического воспитания Фрунзенского политехнического института (ФПИ). За более чем сорокалетний период (1960—2004) работы в вузе, прошёл путь от рядового преподавателя до профессора.
Работал заместителем декана по учебно-спортивной работе на энергетическом факультете ФПИ. В течение 20 лет возглавлял правление спортивного клуба «Политехник».
За время тренерской работы Н. Арзамасцев подготовил 29 мастеров спорта СССР и двоих мастеров спорта международного класса. В 1977 году ему присвоили звание Заслуженного тренера Киргизской ССР.
Автор более 30 научных работ по организации физической культуры и спорта в вузах Кыргызстана и развитию баскетбола в стране.
Похоронен на Юго-Западном кладбище Бишкека.

## Награды
Награждён тремя медалями СССР, Орденом Международного Олимпийского Комитета и медалью «Данк» Кыргызской Республики.